# Henri Michelin

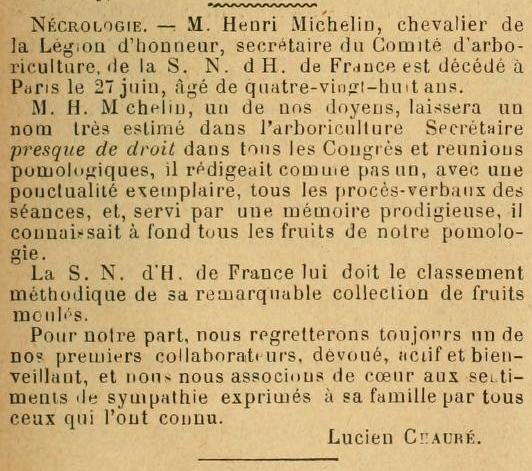
Nachruf der französischen Gartenbaugesellschaft

Henri Michelin (* 1809/10; † 27. Juni 1898 in Paris) war Pomologe, Sekretär des Ausschusses für Baumzucht der Société nationale d'horticulture de France und Ritter der Ehrenlegion. 
Henri Michelin hatte im Bereich der Baumzucht ein hohes Ansehen, das er sich durch die Kenntnis der Obstsorten sowie durch die Teilnahme an pomologischen Kongressen und Tagungen erworben hatte, die er einzigartig pünktlich und akribisch protokollierte.
Nach ihm wurde der herbsüße Mostapfel Michelin benannt, der vom Baumschuler Legrand aus Yvetot (Normandie) gezüchtet wurde und 1872 zum ersten Mal Früchte trug.